# Ciré-d'Aunis
Ciré-d'Aunis là một xã trong tỉnh Charente-Maritime trong vùng Nouvelle-Aquitaine, tây nam nước Pháp. Xã Ciré-d'Aunis nằm ở khu vực có độ cao trung bình 15 mét trên mực nước biển.

## Lịch sử biến động dân số
| Năm  | Dân số | Mật độ | Phần trăm của tổng |
| ---- | ------ | ------ | ------------------ |
| 1962 | 556    | -      | -                  |
| 1968 | 569    | -      | -                  |
| 1975 | 635    | -      | -                  |
| 1982 | 735    | -      | -                  |
| 1990 | 686    | -      | -                  |
| 1999 | 804    | 31/km² | 7.83%              |